# زبان بومیان اسپانیا
زبان بومیان اسپانیا زبان ساکنان شبه جزیره ایبری، پیش از سلطه روم بر این ناحیه بود. تمام شاخه‌های این زبان به جز زبان استان خودمختار باسک که هم‌اکنون در شمال اسپانیا گویش ورانی دارد، پس از تسلط روم جای خود را به زبان لاتین دادند. این زبان دارای خط و کتیبه از دوران باستان نیز می‌باشد .
در این زبان واژهٔ "tongue" به صورت "bini" تلفظ می‌شود.